# 外戚
外戚亦称外家、戚畹，指東亞古代社會中的君主（中國皇帝、日本天皇、越南君主、朝鮮國王、琉球國王等）的母族、妻族，即君主母親或妻娘家的人。

## 外戚专权

### 中國
戰國時期的秦國，秦昭襄王之母宣太后攝政，任用弟弟們穰侯、華陽君及族人向壽等，開中國以外戚干涉朝政之先河。當皇帝年幼时，外戚往往干政擅权，其中尤以漢朝為烈。漢武帝晚年立小兒子劉弗陵做太子，命其母鉤弋夫人自盡，就是為防外戚專政。漢哀帝、汉平帝之世，外戚王氏相繼把持朝政，釀成王莽代漢的結局。《汉书·外戚传赞》：“夫女宠之兴，由至微而体尊，穷富贵而不以功，此固道家所畏，祸福之宗也。序自汉兴，终于孝平，外戚后庭色宠著闻二十有余人。然其保位，全家者，唯文、景、武帝太后及邛成太后四人而已……其余大者夷灭，小者放流，乌噱！鉴兹行事，亦已备矣。”

#### 歷史上著名外戚的干政者
中國歷代朝政不乏外戚參與朝政的情況，但外戚干政之利弊常因皇權、宦官、士閥之間爭權招致歷代政權不穩危害社稷安定而為後世批判，有些外戚干政亦會伴隨後宮干政情況；明朝雖嚴令限制外戚干政但仍難以有效遏止宦官擅政；清朝前期則是嚴格限制外戚與宦官擅政。
1. 西漢漢惠帝、西漢前少帝、後少帝劉弘時期，呂雉一族外戚專權，呂后駕崩後，權臣諸侯發動誅呂安劉，呂氏家族逐漸衰敗。
2. 西汉汉昭帝、昌邑王、汉宣帝时期，外戚霍光专权。
3. 西漢漢哀帝、漢平帝、孺子嬰統治時期，外戚王莽專權，最终篡位代汉，建立新朝。
4. 东汉汉和帝统治初期，外戚窦宪专权，和帝长大后将其逮捕赐死。
5. 东汉汉安帝時期，外戚邓骘专权，後為安帝聯合宦官與重臣聯手誅殺。
6. 東漢劉懿時，外戚阎显扶持幼帝專權擅政，將安帝寵信宦官誅除，不久遭敵對的宦官翦除，漢順帝繼任新帝。
7. 東漢漢順帝、漢沖帝、漢質帝、漢桓帝時期，外戚梁冀專權，梁皇后逝世後被漢桓帝藉宦官之力誅殺。
8. 東漢漢桓帝末期、漢靈帝前期，外戚竇武以輔弼幼帝名義專政，欲謀翦除宦官曹節、王甫等人，但事敗被宦官曹節謀害身亡。
9. 東漢漢少帝劉辯時期，董太后姪子董重爭權失敗身亡，由得勢外戚何進專權，但很快被宦官設伏杀死。
10. 東漢漢獻帝時期，曹操翦除與獻帝有姻親關係的外戚董承、伏完後，藉將三名女兒嫁給漢獻帝為妻方式專擅朝政，徹底杜絕新興戚宦爭權，直到曹丕繼位代漢建魏。
11. 十六國漢趙劉聰、劉粲時期，靳準嫁三個女兒給兩位皇帝，透過進讒促使皇太弟劉乂遭廢黜、擅自殺害反對的臣子，最終發動政變殺害隱帝劉粲，自立為「漢天王」稱臣東晉。
12. 北周靜帝宇文闡統治時期，外戚楊堅專權，隨後遭楊堅奪權，建立隋朝。
13. 唐玄宗天寶11至14年6月15日（舊曆）、外戚楊國忠繼任宰相兼文部尚書，並身兼四十餘職。
14. 南宋宋理宗時期，外戚賈似道專權。
15. 大清康熙年間，三朝重臣，父子宰相，外戚索額圖，先後任國史院大學士、保和殿大學士、議政大臣、領侍衛內大臣。

### 日本
日本古代的皇子、皇女常由外祖父撫養，一些外戚因而掌握政治影響力。著名的外戚家族有蘇我氏、藤原氏、三輪氏、物部氏、尾張氏、葛城氏、大伴氏、伊勢平氏等。
著名外戚
- 飛鳥時代第卅二代天皇崇峻天皇時期，外戚是蘇我氏。崇峻天皇被身兼外戚的大臣蘇我馬子借東漢直駒殺害滅口。
- 飛鳥時代第卅四代天皇推古天皇時期，外戚是蘇我氏。
- 平安時代第五十代桓武天皇，外戚是藤原氏。
- 平安時代第五十二代嵯峨天皇，外戚藤原冬嗣取得嵯峨天皇之信任，後來產生分歧。
- 平安時代第五十六代清和天皇，外戚是藤原北家的藤原良房以天皇外祖父的身份任攝政太政大臣；良房養子藤原基經任攝政關白太政大臣，開始攝關政治。
- 平安時代第六十六代一條天皇、第六十七代三條天皇、第六十八代後一條天皇時期，外戚是藤原道長，一共有三位女兒進宮為后妃，時人有「一家立三后」的嘆語。
- 平安時代第八十代高倉天皇時期，伊勢平氏平忠盛的長子平清盛為其外戚。
- 平安時代第八十一代安德天皇時期，伊勢平氏平忠盛的長子平清盛為安德天皇的外祖父。

### 朝鮮
朝鮮王朝時期，坡平尹氏於朝鮮中宗有重大影響力，當時分為以章敬王后兄長尹任為首的大尹派和以文定王后兄長尹元老、尹元衡為首的小尹派，當時熙嬪洪氏之父洪景舟亦有朝廷中有影響力。
安東金氏於朝鮮王朝後期權傾朝野，家族內曾有三位女性成為王妃〈哲仁王后、純元王后、孝顯王后，李氏朝鮮國王正室生時為妃，死後為后〉，並有多人曾出任領議政，稱為「勢道政治」。同时期的另一家势道政治世家为丰壤赵氏。
驪興閔氏也同样诞生过多位王妃，朝鮮太宗李芳遠娶閔霽之女為妃，即元敬王后，閔霽被封為驪興府院君，其子閔無咎、閔無疾、閔無悔、閔無恤又在第一次王子之亂立功。高宗之王妃閔茲暎（被追諡為明成皇后）亦出自驪興閔氏，閔茲暎大量起用閔氏家族成員，如吏曹判書閔長鎬、吏曹及兵曹判書閔謙鎬、右議政閔圭鎬、工曹判書閔致久、禮曹工曹兵曹判書閔致祥等，形成了宮中的閔氏勢力。

### 越南
著名外戚
- 李朝末期安排從姪陳煚與李昭皇結成連理的外戚權臣陳守度
- 陳朝末期的一位權臣和外戚胡季犛
- 黎初朝末期派女兒入宮服侍黎昭宗的權臣莫登庸

## 延伸阅读
[在维基数据编辑]
 《欽定古今圖書集成·明倫彙編·宮闈典·外戚部》，出自陈梦雷《古今圖書集成》